# Rzeczpospolita uczonych

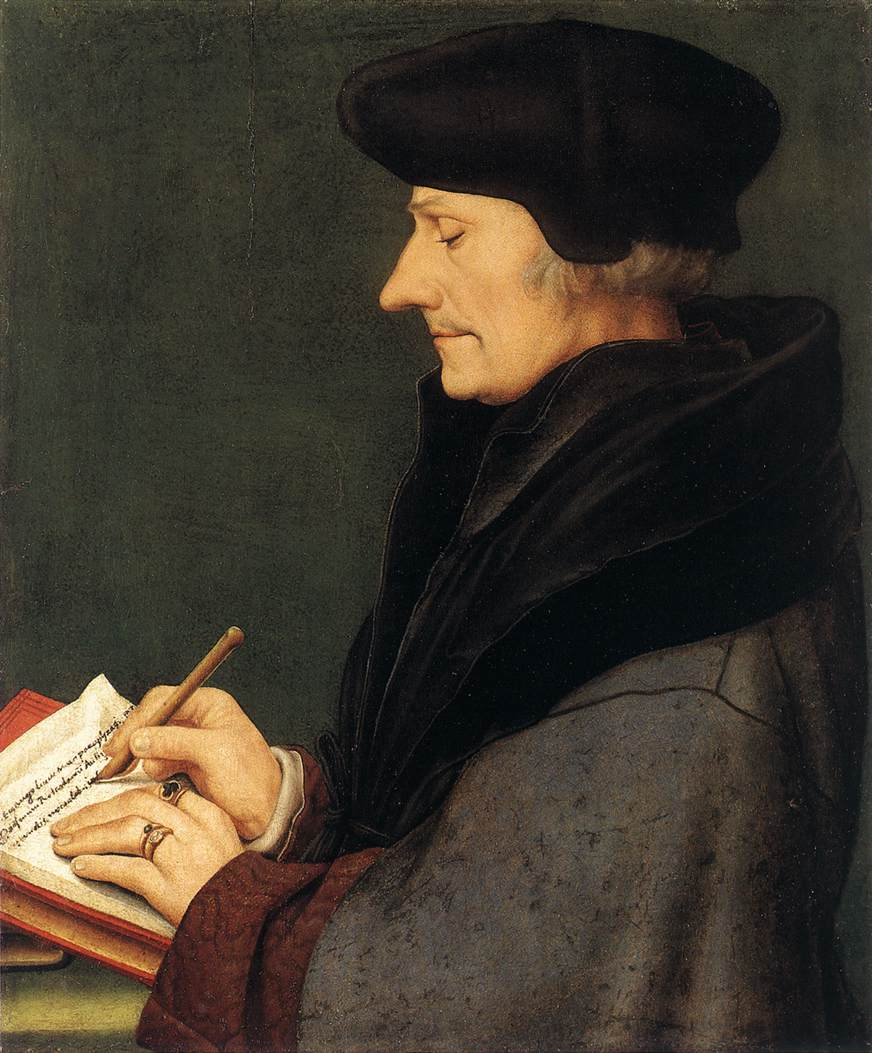
Erazm z Rotterdamu prowadził obfitą korespondencję z humanistami w całej Europie (Hans Holbein (młodszy), 1523)

Rzeczpospolita uczonych, ew. Republika listów (łac. Res publica literaria lub respublica eruditorum) – międzynarodowa społeczność uczonych, oparta głównie na wymianie korespondencji. W ścisłym tego słowa znaczeniu odnosi się do okresu oświecenia. Często jednak wskazuje się na jej początki już w renesansie.

## Początki
Po raz pierwszy zwrot respublica literaria pojawił się w 1417 r., w liście Francesco Barbaro do Poggio Braccioliniego. Od samego początku oznaczała pewną wyobrażoną wspólnotę uczonych, utrzymywaną w łączności dzięki korespondencji. Rzeczpospolita uczonych miała charakter utopijny - o przynależności do niej nie decydowały urodzenie czy majątek, lecz przywiązanie i zasługi na rzecz ideału zdobywania wiedzy. Nie miały też w niej znaczenia różnice religijne, stanowe czy narodowe.

Rozwój epistolografii w renesansie miał swoje źródła w życiu i literaturze dworskiej, z jej ideałem uprzejmej konwersacji wyrażonej np. w Della civile conversazione Stefano Guazzo (1574). Językiem rzeczypospolitej uczonych początkowo była łacina - wspólny język nauki pozwalał uczonym na swobodną komunikację ponad granicami. W XVII w. była ona coraz częściej zastępowana przez język francuski lub angielski. W okresie przejściowym autorzy część swych prac wydawali po łacinie, a część w języku nowożytnym (np. Isaac Newton, Thomas Hobbes). 

## Szczytowy rozwój
Szczytowy rozwój przypada na wieki XVII-XVIII. W czasie rewolucji naukowej listy stały się podstawowym środkiem wymiany informacji pomiędzy uczonymi. W nowożytności rozpadła się również jedność miejsca uprawiania nauki. Obok uniwersytetów, wielu uczonych przyciągnęły dwory, prywatni patroni. Wielu pracowało też w samodzielnych zawodach czy żyło z majątku. Listy stanowiły często jedyną możliwą formę kontaktu, w sytuacji coraz szczelniejszych granic czy narastających podziałów religijnych i politycznych. Pozwalało to też włączyć się w dyskurs naukowy kobietom, które nie były dopuszczane do uniwersytetów czy zawodów związanych z działalnością intelektualną. Nadal pozostawały jednak marginesem i wyjątkiem. 
Listy były we wczesnej nowożytności szybką i tanią formą komunikacji. Niektórzy autorzy wysyłali wiele listów dziennie. Czas doręczenia listu na terenie Europy zwykle zamykał się w kilku tygodniach. Większość członków rzeczypospolitej nigdy nie widziała się bezpośrednio. Rozwój korespondencji między uczonymi nastąpił w pierwszej połowie XVII w. W drugiej połowie zaczęły się rozwijać państwowe uniwersytety oraz naukowe czasopisma, które częściowo przejęły jej funkcje. W epoce oświecenia rozwinęły się również salony, które były formą bezpośredniego kontaktu i wymiany myśli pomiędzy uczonymi.

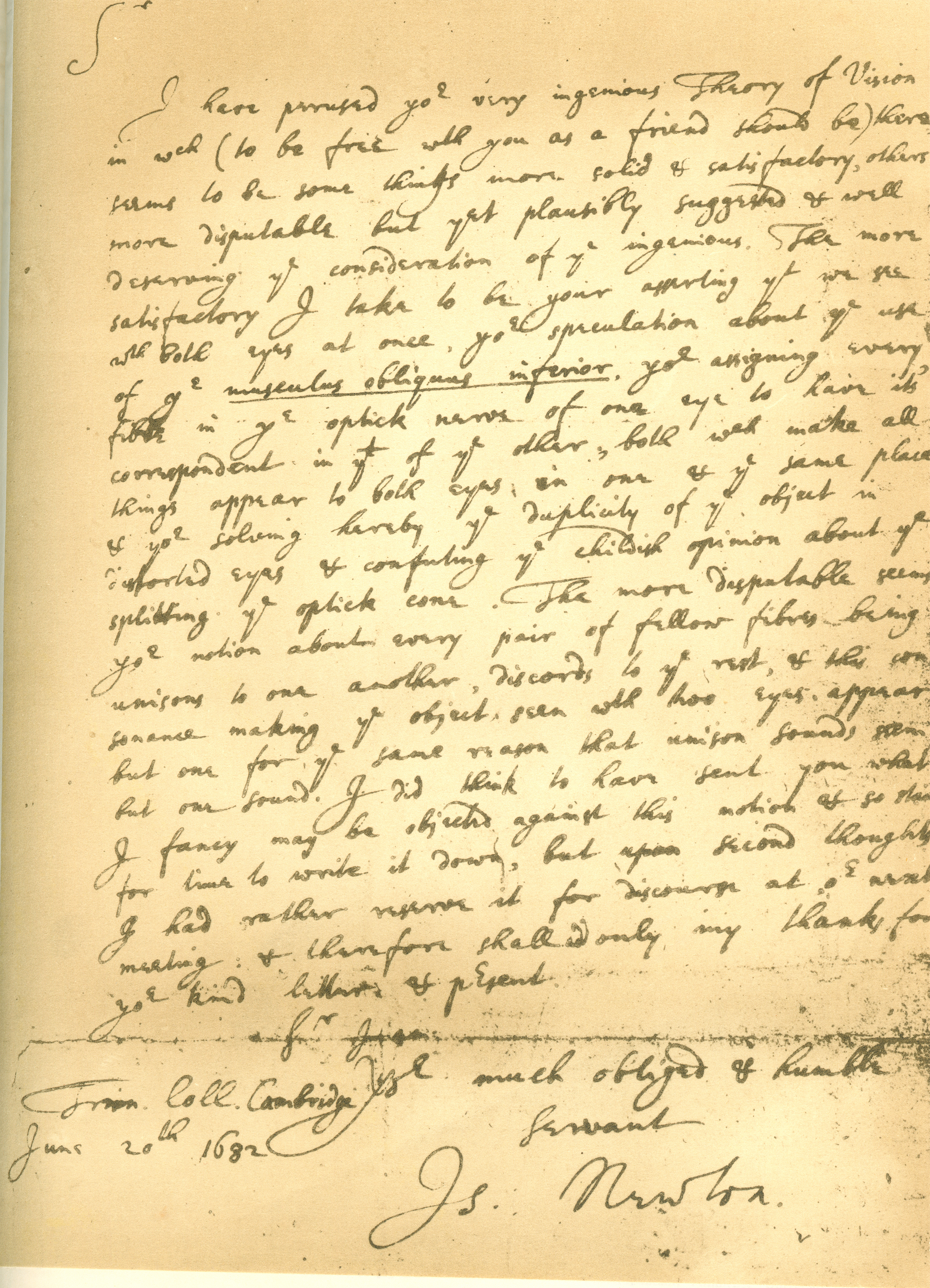
List Isaaca Newtona do lekarza i okulisty Williama Briggsa na temat jego A New Theory of Vision (20 lipca 1682)

Wobec wszechobecnej cenzury w sferze publicznej, prywatna korespondencja rzeczypospolitej uczonych stanowiła namiastkę wolności słowa. Choć również listy były kontrolowane, nie była to tak ścisła kontrola jak w przypadku publikacji. Przy zachowaniu pewnych środków ostrożności (takich jak stosowanie ironii i innych środków retorycznych, pisanie w obcym języku czy szyfrem, podpisywanie się pseudonimem) można więc było wymieniać poglądy nawet na kontrowersyjne tematy, takie jak kwestie religijne, proces Galileusza, teoria heliocentryczna, czy nawet krytyka monarchów. Wymiana korespondencji była szczególnie przydatna przy zbieraniu dużej liczby obserwacji czy dzieleniu się wynikami eksperymentów.

## Niemcy
Sieć komunikacyjną, wzorowana na rzeczypospolitej uczonych i literatów, wytworzyła się w XVII-XVIII w. w ramach świata niemieckojęzycznego. Ten niemiecki mundus litterarius oparty był na korespondencji i kontaktach osobistych, a także na różnych instytucjach, z których najważniejsze były działające w latach 1617-1680 Towarzystwo Owocodajne (Palmorden), Deutschgesinnte Gesellschaft z Norymbergi (zał. 1643), Pegnesicher Blimenorden, (Norymberga 1644). Powstanie mundus litterarius pomogło rozwojowi i integracji kultury niemieckiej.